# آنتون بولاد
آنتون بولاد (به عربی: أنطون بولاد) (؟ - ۱۸۷۱م) کشیش و تاریخ‌نگار سوری در سدهٔ نوزدهم میلادی بود. در اواخر سدهٔ هجدهم میلادی در دمشق زاده شد و در بیروت درگذشت. راشد سوریة، خلاصة تاریخ البطریرکیة الأنطاکیه و اتحاد أبنائها مع الکنیسة الرومانیة آثار برجستهٔ اوست.